# Carola Reimann

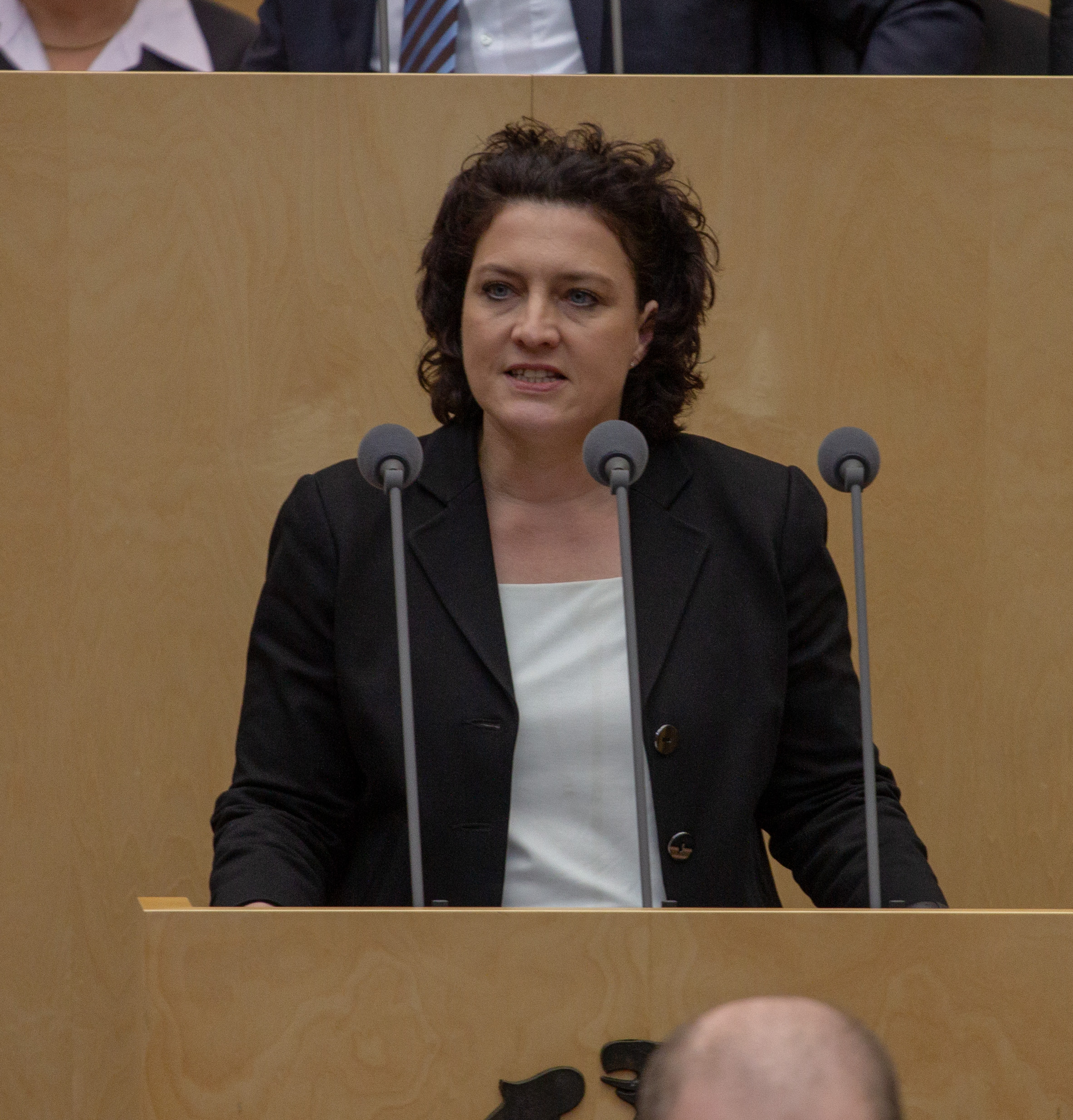
Carola Reimann im Bundesrat, 2019

Carola Reimann (* 25. August 1967 in Goch) ist eine deutsche Politikerin (SPD) und Biotechnologin. Vom 22. November 2017 bis 1. März 2021 war sie Niedersächsische Ministerin für Soziales, Gesundheit und Gleichstellung im Kabinett Weil II. Von Februar 2000 bis November 2017 war Reimann Mitglied des Deutschen Bundestages. Am 28. Juli 2021 wurde sie zur Vorstandsvorsitzenden des AOK-Bundesverbandes in Berlin gewählt. Das Amt hat sie zum 1. Januar 2022 übernommen.

## Leben und Beruf
Nach dem Abitur 1987 am Städtischen Gymnasium Goch studierte Carola Reimann Biotechnologie an der Technischen Universität Braunschweig und schloss 1993 als Diplom-Biotechnologin ab. Anschließend arbeitete sie als wissenschaftliche Hilfskraft am Institut für Technologie der Bundesforschungsanstalt für Landwirtschaft in Braunschweig, an dem sie 1999 zum Dr. rer. nat. mit der Arbeit Biokonversion von Glycerin zu 1,3-Propandiol mit immobilisierten Zellen promovierte. Nachdem sie ab 1998 als Referentin im Bereich „Public Health“ (Öffentliche Gesundheitsfürsorge) tätig gewesen war, arbeitete sie ab 2000 als Projektleiterin für medizinische Vermarktung. 
Seit dem 1. Januar 2022 ist Reimann Vorstandsvorsitzende des AOK-Bundesverbandes.

## Partei
Reimann trat 1986 in die SPD ein. Von 1990 bis 1997 engagierte sie sich als Vorsitzende beziehungsweise stellvertretende Vorsitzende bei den Jusos im Unterbezirk Braunschweig. Seit 1997 gehört sie dem Vorstand des SPD-Unterbezirks Braunschweig an und war hier von 2002 bis 2011 Unterbezirksvorsitzende. Seit 2008 ist sie Mitglied des Landesvorstandes der SPD Niedersachsen.

## Abgeordnete
Reimann rückte am 22. Februar 2000 für Ernst Schwanhold in den Bundestag nach, der nach neun Jahren sein Bundestagsmandat niederlegte und Minister für Wirtschaft und Mittelstand, Technologie und Verkehr des Landes Nordrhein-Westfalen wurde. Nach dieser Mandatserlangung über die Landesliste Niedersachsen zog sie bei den darauffolgenden Bundestagswahlen stets als direkt gewählte Abgeordnete des Wahlkreises Braunschweig in den Bundestag ein. Von November 2005 bis November 2009 war sie Sprecherin der Fraktionsarbeitsgruppe „Gesundheit“ und anschließend von November 2009 bis Dezember 2013 Vorsitzende des Bundestagsausschusses für Gesundheit. Von 2013 bis 2017 war sie eine der neun stellvertretenden Vorsitzenden der SPD-Bundestagsfraktion und in dieser Funktion zuständig für die Bereiche Arbeit und Soziales, Familie, Senioren, Frauen und Jugend. Sie war zudem Mitglied im Vorstand der SPD-Landesgruppe Niedersachsen/Bremen. Innerhalb der Bundestagsfraktion gehörte sie dem reformorientierten Netzwerk Berlin an.
Im März 2011 war Reimann kurzfristig für das Amt der Senatorin für Gesundheit und Verbraucherschutz im Hamburger Senat von Olaf Scholz im Gespräch, zog dann aber ihre Bereitschaft für das Amt zurück. Im November 2017 wurde sie zur Niedersächsischen Ministerin für Soziales, Gesundheit und Gleichstellung ernannt. Aus diesem Grunde legte sie ihr Bundestagsmandat nieder; für sie rückte Marja-Liisa Völlers nach. Am 1. März 2021 trat sie aus persönlichen Gründen als Ministerin zurück. Ihr folgte Daniela Behrens nach.